# Huang Xing
Huang Xing (ur. 25 października 1874, zm. 31 października 1916) – chiński polityk i działacz rewolucyjny.
Działał w opozycji antymandżurskiej, był współtwórcą Ligi Związkowej. W kwietniu 1911 roku próbował wywołać zakończone klęską powstanie w Kantonie. Wziął udział w rewolucji Xinhai, obejmując w republikańskim rządzie stanowisko ministra wojny. Był zwolennikiem porozumienia z Yuan Shikaiem i próbował pozyskać go dla sprawy republikańskiej.
W 1913 był jednym z głównych przywódców zakończonej klęską tzw. drugiej rewolucji, skierowanej przeciwko dyktatorskim rządom Yuan Shikaia. W 1914 roku nie wstąpił do założonej w Japonii przez Sun Jat-sena opozycyjnej Chińskiej Partii Rewolucyjnej, krytykując jej tajny charakter oraz przysięgę na wierność Sunowi jako zapędy dyktatorskie i wycofał się z polityki. 